# Lónsöræfi

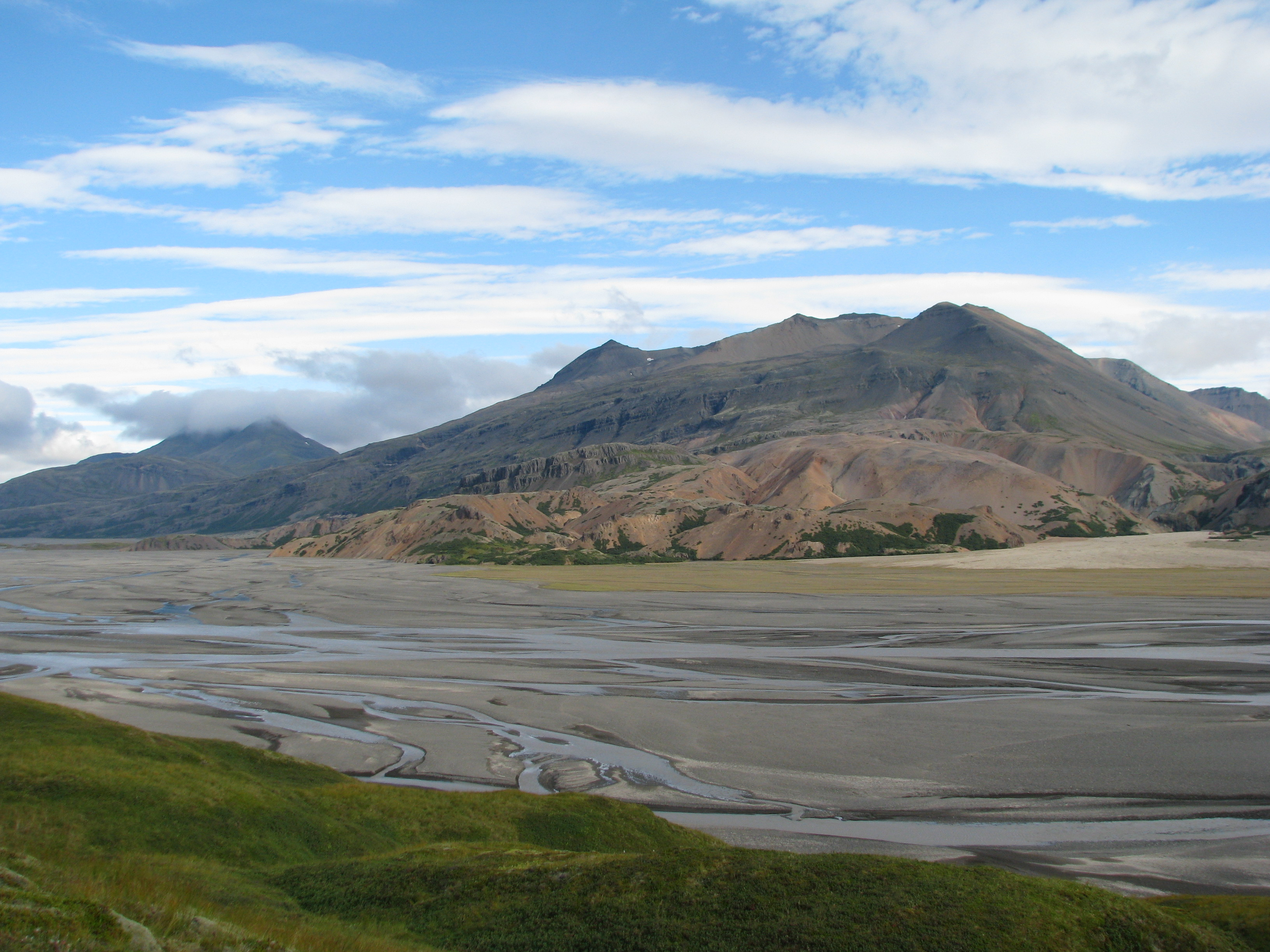
Lón.

Lónsöræfi is een natuurgebied in zuidoost IJsland. Het gebied is het resultaat van vulkaanuitbarstingen die daar zo'n 3 tot 5 miljoen jaar geleden hebben plaatsgevonden, waarna gletsjers er in de laatste ijstijd diepe kloven en dalen in hebben uitgeschuurd. Vervolgens heeft de Jökulsá í Lóni (IJslands voor Gletsjerrivier in Lón) zich een weg door de dalen gebaand en het gebied verder vorm gegeven. Deze rivier heeft zijn oorsprong in de Vatnajökull en is moeilijk met terreinauto's te doorkruisen. Hij mondt in Lónsvík (Lagunebaai) uit. Tegenwoordig wordt de rivier door een van de langste bruggen van IJsland (247 meter) overbrugd.  Lónsöræfi  (Lagunewildernis, in IJsland kortweg Lón genoemd ) is voornamelijk bekend door de bergen van ryoliet die het gesteente vele pastelachtige kleuren geeft. Lón ligt vlak bij de ringweg en de dichtstbijzijnde plaats is Höfn. Zowel westelijk als oostelijk van de rivier gaat een landweg richting het binnenland. Deze wegen zijn met terreinauto's ten dele te volgen en op gegeven moment moet de rivier doorwaad worden. Dit moet alleen door ervaren chauffeurs gedaan worden aangezien de rivier erg onvoorspelbaar en gevaarlijk is. Het gebied is populair bij wandelaars.